# ArtHuss
ArtHuss (зареєстроване як «АртХа́сс») — книжкове видавництво, засноване в Києві 2016 року. Спеціалізація — культура, мистецтво, візуальна культура та література для творчих професій (графічний дизайн, ілюстрація, анімація, дизайн інтер'єру). Наявні кілька проєктів видань мотиваційної й бізнесової літератури.

## Історія
Першою книгою видавництва стала презентація книги Сари Торнтон «33 митці у трьох актах». Презентація книги відбулося в рамках виставки-перформанса «Невідомі» 18 травня 2016 року. Кураторкою події виступила українська художниця Алевтина Кахідзе. На перформансі відбулося поєднання змісту робіт 19 українських художників та художниць із змістом основних категорій, які використовує Сара Торнтон: політиці, сім'ї та ремеслі («невідомі Торнтон», «невідомі за межами своєї професійної діяльності», «невідомі між собою», «невідомі за своїми родинними зв'язками»). Так було започатковано мистецький напрям роботи видавництва.
У 2018 році ArtHuss почав видавати літературу для дизайнерів, аніматорів, ілюстраторів, що були об'єднані в серію «Креативна кар'єра». Для розвитку напряму видавництво вийшло на українські освітні інституції, такими як Projector та School of visual communication. Згодом, з метою підготовки книг з дизайну інтер'єру, було розпочато співпрацю з Європейською школою дизайну.

## Серії книг

### UkrainianArtBook

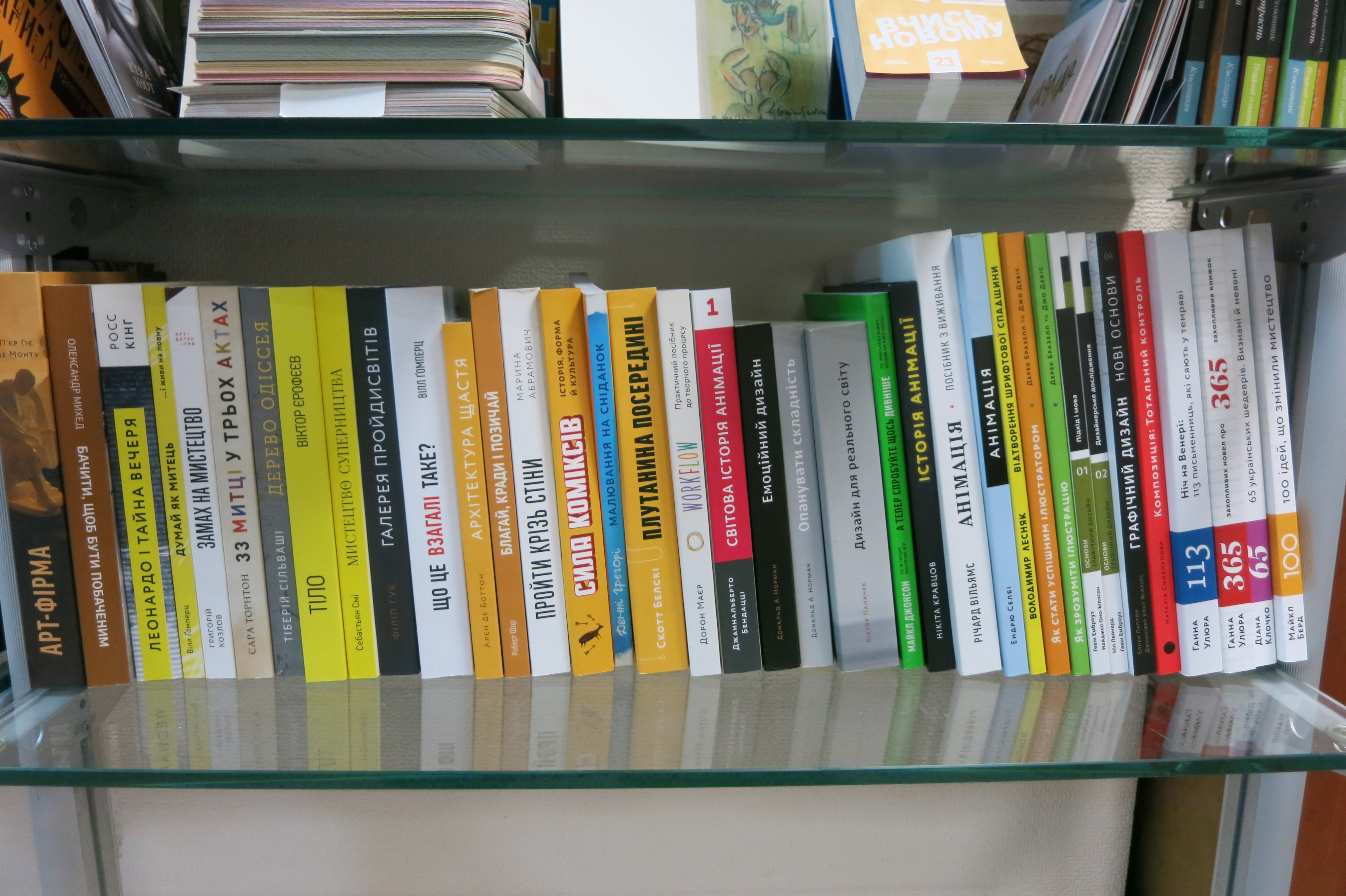
Книги Видавництва на полиці офіса у Києві (2021)

Серія нон-фікшн-книг українською мовою про мистецтво розпочалася у 2016 році та стала першою у видавництві. Першими книгами серії стали «33 митці у трьох актах» Сари Торнтон та «Бачити, щоб бути побаченим: реаліті-шоу, реаліті-роман та революція онлайн» Олександра Михеда. Третя книга серії «Що це взагалі таке? 150 років сучасного мистецтва в одній пілюлі» Вілла Гомперца стала бестселером, оскільки витримала кілька перевидань загальною кількістю понад 15 000 примірників.
Популярні книги серії
Переклади:
- «Пройти крізь стіни» Марини Абрамович[6];
- «Леонардо і Тайна вечеря» Росса Кінга;
- «Мистецтво суперництва» Себастьяна Смі;
- «Не бійтесь галерей» Ґрейсона Перрі;
- «Неймовірні» Бріджит Квінн;
- «Подорож письменника: міфологічна структура для письменників» Крістофера Воґлера.

Українських авторів та авторок:
- «65 українських шедеврів. Визнані й неявні» Діани Клочко;
- «Перманентна революція. Мистецтво України XX — поч. XXI ст.» Аліси Ложкіної[7];
- «Ніч на Венері: 113 письменниць, які сяють у темряві» Ганни Улюри[8][9];
- «365. Книжка на кожен день, щоб справляти враження культурної людини» Ганни Улюри[10].

### Креативна кар'єра
Серія професійної літератури для представників креативних індустрій була заснована у 2018 році. Тематика серійних видань охоплює ілюстрацію, графічний дизайн, анімацію. Першою книгою серії стала «Як стати успішним ілюстратором» Дерека Бразелла та Джо Девіс, які є ілюстраторами-практиками. Згодом вийшла друга їхня книга «Як зрозуміти ілюстрацію».
Популярні книги серії
Книги для аніматорів:
- «Анімація: Посібник з виживання» Річарда Вільямса;
- «Анімація» Ендрю Селбі.

Книги для графічних дизайнерів:
- «Основи. Графічний дизайн 01: Підхід і мова»;
- «Основи. Графічний дизайн 02: Дизайнерське дослідження»;
- «Основи. Графічний дизайн 03: Генерування ідей»;
- «Основи. Графічний дизайн 04: Нові основи»;
- «Графічний дизайн з українським обличчям» Наталі Удріс-Бородавко.

Книги про фотографію:
- «Сторітелінг у фотографії» Фінна Білза;
- «Як знімати неймовірні фотографії», «Як знімати неймовірні портрети», «Як знімати неймовірні пейзажі» Генрі Керола.

### Lifestyle
Серія, що охоплює книги про дизайн інтер'єру та використання рослин для оформлення оселі, розпочалася у 2019-му році.

### Що варто знати про
Серія книг про тенденції розвитку суспільства започаткована у 2021 році. Вона заснована на перекладі серії Essential Knowledge видавництва MIT Press Массачусетського технологічного інституту.
Популярні книги серії
- «Візуальна культура» Алексіс Л. Бойлен;
- «Постправда» Лі Макінтайр;
- «Розумні міста» Джермен Галеґуа.

### PRJCTRteka
У 2021 році розпочався випуск спільної серії професійної літератури видавництва ArtHuss та онлайн-школи Projector. Була запланована серія із понад 50 професійних книгна теми графічного дизайну, анімації, менеджменту, креативу, розробки ігор, дизайну інтерфейсів тощо. Першою книгою серії став посібник Престона Блера «Мальована анімація з Престоном Блером». Другою книгою серії є «Письмо — це дизайн: Як слова створюють User Experience» Майкла Меттса і Енді Велфла.
Популярні книги серії
- «Мапа історій користувача. Відкрий правдиву історію, створи саме той продукт»;
- «Теорія розваг для ігрового дизайну».

## Нагороди
| Рік  | Нагорода | Книга                                                                              |
| 2018 | Лауреат Всеукраїнського рейтингу «Книжка року 2018» у номінації «хрестоматія, літературознавство, критика»          | Ганна Улюра «365. Книжка на кожен день, щоби справляти враження культурної людини» |
| 2019 | Лауреат Всеукраїнського рейтингу «Книжка року 2019» у номінації «літературознавство, есеїстика і художній репортаж» | Діана Клочко «65 українських шедеврів. Визнані й неявні»                           |
| 2019 | Лауреат премії ім. Юрія Шевельова за художню та наукову українську есеїстику                                        | Діана Клочко «65 українських шедеврів. Визнані й неявні»                           |
| 2020 | Лауреат Всеукраїнського рейтингу «Книжка року 2020» у номінації «Літературознавство / критика»                      | Ганна Улюра «Ніч на Венері: 113 письменниць, які сяють у темряві»                  |
| 2021 | Лауреат Всеукраїнського рейтингу «Книжка року 2021» у номінації «Політологія / соціологія / культурологія»          | Алексіс Л. Бойлен «Візуальна культура»                                             |
| 2021 | Лауреат Всеукраїнського рейтингу «Книжка року 2021» у номінації «Політологія / соціологія / культурологія»          | Джермен Галеґуа «Розумні міста»                                                    |
| 2021 | Лауреат Всеукраїнського рейтингу «Книжка року 2021» у номінації «Політологія / соціологія / культурологія»          | Лі Макінтайр «Постправда»                                                          |

## Соціальні проєкти
У співпраці з українським художником та ілюстратором Андрієм Єрмоленком видавництво випустило набір листівок із 8 містами-героями, які чинять спротив окупантам. Усі кошти від продажу йдуть на потреби Збройних сил.
2022 року видавництво надало вільний доступ до частини своїх книжок, «щоб підтримати тих, чия домашня бібліотека лишилася за тисячі кілометрів». У списку опинилися публікації про дизайн, моду, образотворче мистецтво та розвиток культури.

## Видавництво в соцмережах
- Facebook
- Instagram.com
- Youtube
- Twitter
- Tiktok